# Barker Heights
Barker Heights – jednostka osadnicza w Stanach Zjednoczonych, w stanie Karolina Północna, w hrabstwie Henderson.